# باتريك أوليري (كاتب)
باتريك أوليري (بالإنجليزية: Patrick O'Leary)‏ (13 سبتمبر 1952، ساغيناو في الولايات المتحدة)؛ شاعر وروائي أمريكي.